# بابلو غارسيا مورينو
بابلو غارسيا مورينو (بالإسبانية: Pablo García Moreno)‏ (31 مايو 1985 في إسبانيا - ) هو لاعب كرة قدم إسباني في مركز الدفاع. لعب مع نادي ألباسيتي ونادي أوريويلا وLa Roda CF ‏ وCD Teruel ‏ وCD Roquetas ‏ وHellín Deportivo ‏ ونادي ألباسيتي ب وUD Almansa ‏.

## وصلات خارجية
- بابلو غارسيا مورينو على موقع قاعدة بيانات كرة القدم.إي يو (الإنجليزية)
- بابلو غارسيا مورينو على موقع Soccerway.com (الإنجليزية)